# آداما سومائورو
آداما سومائورو (انگلیسی: Adama Soumaoro؛ زادهٔ ۱۸ ژوئن ۱۹۹۲) بازیکن فوتبال اهل فرانسه است.
از باشگاه‌هایی که در آن بازی کرده‌است می‌توان به باشگاه فوتبال لیل اشاره کرد.